# Zoica puellula
Zoica puellula är en spindelart som först beskrevs av Simon 1898.  Zoica puellula ingår i släktet Zoica och familjen vargspindlar. Inga underarter finns listade i Catalogue of Life.